# Vanatinai

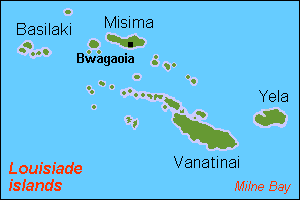
Översiktskarta

Vanatinai eller Sudest Island (Tok pisin Tagula Ailan) är en ö bland Louisiadeöarna som tillhör Papua Nya Guinea i västra Stilla havet.

## Geografi
Vanatinai utgör en del av Milne Bay-provinsen och ligger cirka 280 km sydöst om Port Moresby och cirka 35 km sydöst om huvudön Misima som den största ön i området. Ön omges av ett korallrev. Dess geografiska koordinater är 11°20′ S och 153°13′ Ö.
Ön är av vulkaniskt ursprung och har en area om ca 867 km² med en längd på cirka 71 km och cirka 15 km bred. Den högsta höjden Mount Rattlesnake / Riu är på cirka 915 m ö.h. Befolkningen uppgår till cirka 2.000 invånare och huvudorten heter Tagula på öns norra del (1).
Övriga öar inom lagunen är
- Pana Tinani, ca 78 km²
- Calvados Chain, en ögrupp med ett 20-tal större öar och en rad kobbar och rev

Ön har en liten flygplats (flygplatskod "TGL") för lokaltrafik.

## Historia
Louisiadeöarna beboddes troligen av polynesier sedan ca 1500 f Kr. De upptäcktes troligen redan 1606 av spanske kapten Luis Váez de Torres och utforskades 1768 av Louis Antoine de Bougainville som namngav dem efter dåvarande franske kungen Louis XV.
1942 utspelades ett större slag (Slaget om Korallhavet) nära öarna under USA:s framryckning mot Japan.